# 殖民軌道
殖民軌道是日本北海道曾存在的一種軌道運輸，1942年後改稱簡易軌道。
現在一般將殖民軌道列入廣義的輕便軌道，其與日本的一般鐵路與輕便軌道的主要差異，在於殖民軌道主要鋪設於待開發地區，作為一般道路的替代運輸方案，所依據的法令也不同。

## 概述
北海道廳為了改善開墾區域的客貨交通，依據拓殖計畫而進行建設。這些軌道的建設並未遵循「地方鐵道法」與軌道法的規範，甚至到這些軌道最後停駛時，仍無明確的法律依據。修建簡易軌道的地區有很多為泥炭地質，泥濘而難以通行，修建軌道可以降低運輸成本。最初是使用馬拉動列車。
从1924年到昭和初期是殖民軌道的高峰期，總長度超過600公里 。軌道的建設經費由内務省支應，而馬匹與其他動力則由居民提供。在運輸量特别大的路線，如由北海道廳直接營運的根室線和枝幸線，甚至還引入了汽油內燃機車。
在馬牽引的時代並沒有固定時刻表，由居民自備馬匹牽引車輛。據說，當兩輛車在路線上會車時，就讓載重較輕的一方移出軌道以讓對方通行。大多數路線的時刻表並未列入戰前市售的全國時刻表中。
太平洋戰爭後，剩餘的簡易軌道委託給地方政府經營，有些路線引進了内燃機車和動力客車，並由北海道開發局進行改良工程。這些動力現代化的路線有固定的時間表，有些甚至還列在市售時刻表上，但一般認為幾乎沒有路線安裝正式的信號或閉塞設備（不過濱中町營軌道、別海村營軌道等路線，在道路交叉口安裝有信號灯。）
到了昭和40年代，隨著公路建設與汽車的普及，以及1970年政府停止補助，簡易軌道失去了存在的價值與經營基礎，各簡易軌道線接連停駛。留存到最後的簡易軌道是在1972年停駛的濱中町營軌道。
不過還是有一些罕見的例子，例如東藻琴村在戰後曾經打算將簡易軌道（東藻琴村營轨道）改建為地方鐵道，且獲得了地方鐵道許可證。但由于諸多因素，改建計畫延遲，直到許可證過期。故該軌道一直保持著簡易軌道的規格，直到停駛。
2018年11月2日被列為北海道遺產。

### 年表
- 1925年（大正14年）在厚床-中標津之間鋪設了長36英里的軌道供開墾者試用。
- 1927年（昭和2年），第二期北海道拓殖計畫列入軌道的興建，從此北海道各地都可見到殖民軌道的鋪設。
- 1945 年 11 月：戰後根據北海道緊急開拓事業，開始簡易軌道的復舊整修。
- 1947年12月：內務省分拆，簡易軌道劃歸農林省管轄。
- 1951年（昭和26年）：北海道開發局成立，負責改善簡易軌道，進行新建與各種改良工程。
  - 地方政府與北海道簽訂合約，出現了町（村）營軌道。
- 1956年（昭和31年）：試製動力客車，試用於歌登線、雪裡・幌呂線，大大地縮短了行車時間。
- 1970年（昭和45年）：農林省停止簡易軌道整備事業。
- 1972年（昭和47年）：茶內線停駛，所有簡易軌道廢除。

### 車輛

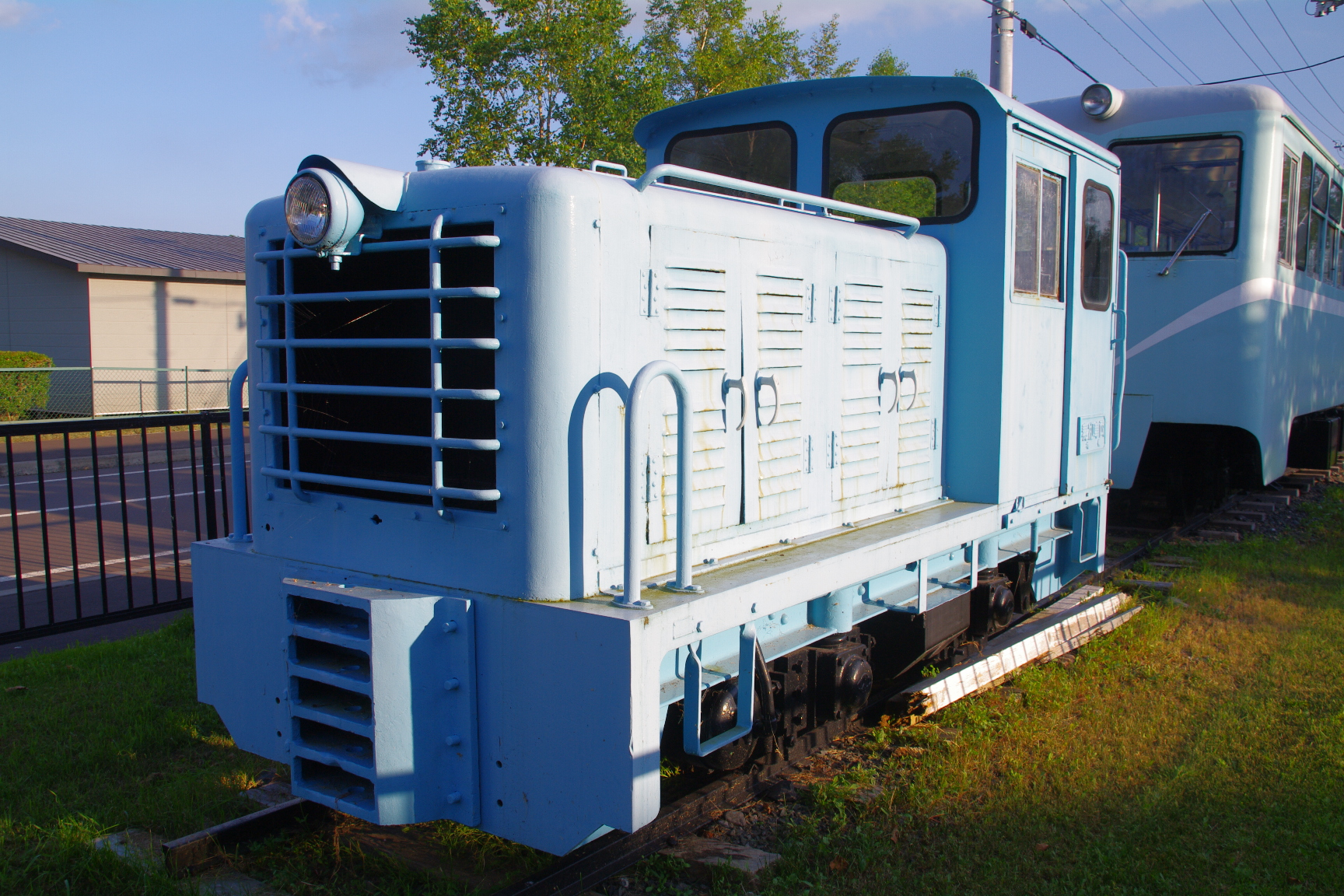
内燃机车（鶴居村營軌道的保存機）

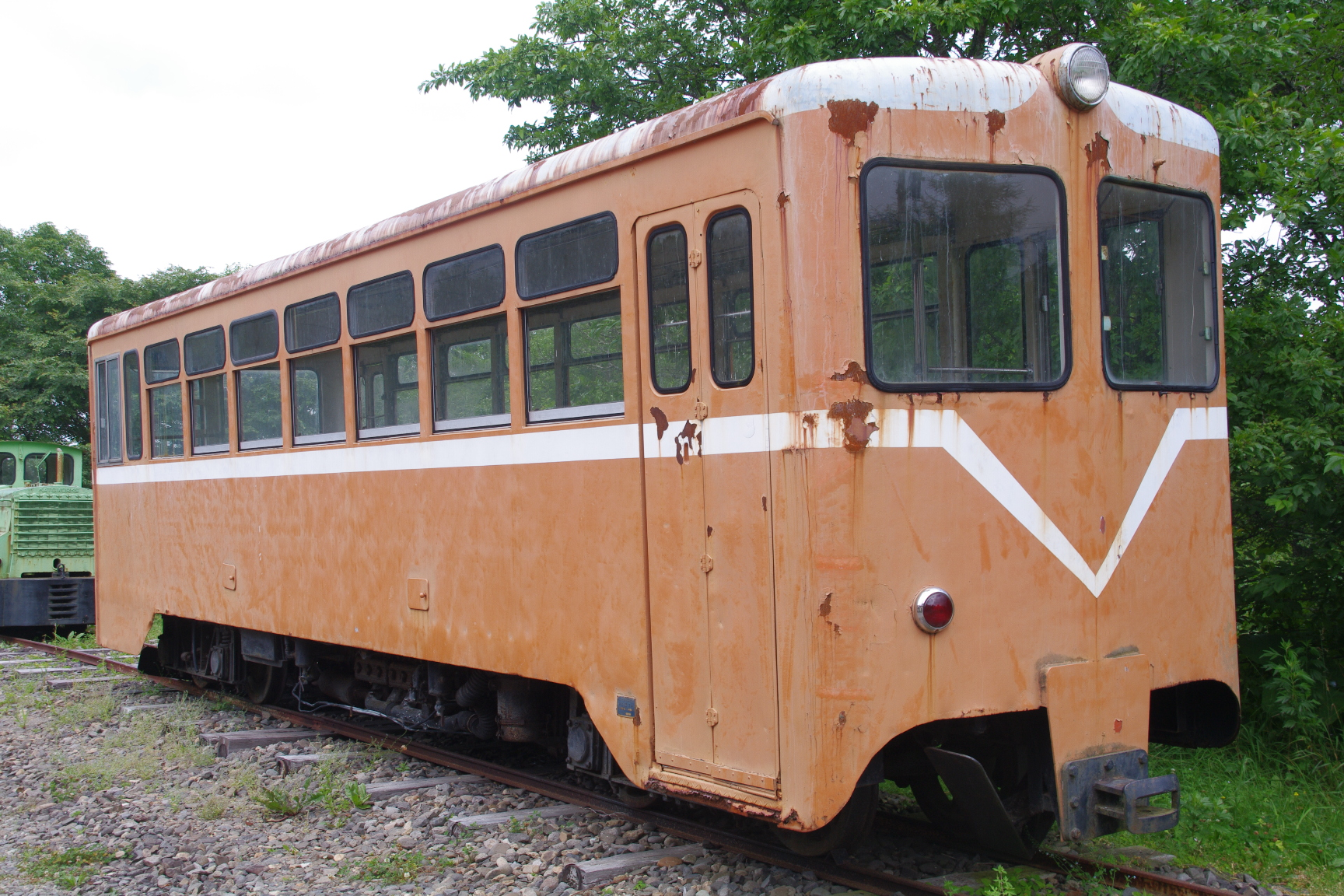
動力客車（别海村營轨道的保存车）

由於與普通鐵路有顯著的差異，許多術語與普通鐵路不同。例如，由機車牽引的無動力客車稱為「牽引客車」，動力客車稱為「自走客車」。而一般而言並未為車輛編號。
1950年代開始的動力現代化過程中，為了扶植地方產業，向北海道當地的機械與車輛製造商訂購了許多內燃機車與動力客車。
- 泰和車輛（札幌市。制造、改造札幌市電車，以及改造、修理原国铁、私铁的客车、柴油客車。至今仍存在，製造一般機械、設備。
- 運輸工業（札幌市。為舊國鐵和私鐵修理蒸汽機車和貨車，並製造札幌市電車，但于1960 年关闭）
- 钏路制作所（钏路市。原为雄別炭礦鐵道→雄別鐵道的子公司，至今仍存在，製造橋樑、鋼骨、起重機）

1950年代中期製造的早期動力客車是所謂的單端車，僅有一邊有駕駛台，到了路線末端與蒸汽機車一樣，需掉頭轉換行駛方向。這種不方便的方法，普通鐵路早在1920年代就已經淘汰了，但剛開始試著製造鐵道車輛的廠商們技術與知識都不足，加上訂購車輛的北海道開發局的負責人員缺乏鐵道車輛的基礎技術知識，結果就出現了這些落伍的車輛 。由於所行駛的地區氣候惡劣，這些車輛配有比同時期日本國鐵柴油客車更强大的溫水暖氣設備，且使用的紀錄良好；就這方面來說，這些車輛的規格倒是符合實用。 。由於動力客車大獲好評，地方政府也自行研製出一輛小型客車，裝上排氣量僅有860cc的日產引擎，但因引擎出力不足，實用性欠佳。
後來又出現了兩端皆有駕駛台、可雙向行駛的動力客車，甚至還有装有液力变矩器的柴油客車。但由于汽车的普及，也隨著簡易軌道被淘汰。
因應沿線的運輸需求，這些軌道使用了棚车、敞車、運材台車、煤車等各式各樣貨車。太平洋戰爭結束後，北海道道東與道北地區大力發展酪農業，隨之也出現了運送牛乳的貨車。除了配合載運牛奶罐的改裝或新製敞車（也稱為「牛奶敞車」）外，濱中町營軌道和別海村營軌道還有專門運輸牛奶的罐車。此外，當運輸量較小時，有時就用動力客車運載牛奶罐 。

### 實際營運情况
引入機動車輛後，制定了時刻表，由工業用內燃機車牽引客車與貨車，在某些路線上也有汽車（公共汽車）改裝而成的簡單客車。太平洋戰爭後進行改善的路線上還引進了小型但功能齊全的動力客車。雖然終點站有站房，但中間站就像巴士站一樣，有的「車站」甚至簡易到讓人看不出來是車站。不過因為大多數使用者都是熟悉情況的當地居民，這並不是太大的問題。有的路線還會在非官方指定的站點停靠，外地人難以了解實際運行情況。
1950年代，田野鐵道研究者湯口徹曾紀錄散布在北海道各地的簡易軌道路線；據說其建設與運作相當簡陋，相對於北海道所管轄的普通鐵路而言，是難以想像的。
- 簡易軌道的車輛採取「續行運轉」，也就是無閉塞觀念、車輛接連行駛於軌道；據說這是馬車時代的習慣，當時為了防熊，所有車輛列隊行駛於鄉村與城鎮之間。雖說有軌電車也有無閉塞運轉的情形，但法律規定其最高速度為40公里/小時；簡易軌道卻不受軌道法或地方鐵道法的限制。湯口就其實際經驗指出，以在下幌呂分歧的鶴居村營軌道列車為例，前往兩個目的地的車輛持續超速行駛。
- 在濱中村營軌道，工廠交付的動力客車並未考慮一般列車運行就逕行試運轉，結果差點與貨運列車對撞。
- 歌登町營軌道從停駛的十勝鐵道接收了客車，但連結器與現有的客車高度不合，所以需要修改。據說修改方式是將連結器的連桿彎成Z字形，以讓車輛連接；因為這是簡單的插銷式連結器才能這樣做，但其強度是有風險的，普通鐵路根本不能接受這種做法。

## 遺跡與保存車
殖民軌道和簡易軌道有許多公路的特徵，在活躍時期被認為「不是鐵路」，加上許多軌道位於北海道東部和北部，難以抵達，故當時大多數鐵路愛好者對簡易軌道並無興趣與記錄，許多路線幾乎沒有留下任何記錄或照片。
停駛後有一些遗迹，如車庫和轉車盤，仍然存在，但形制簡易、如同公車站的中間各車站，幾乎都已消失。
大多數車輛報廢後拆解，而許多保存車也因老化嚴重而被解體。現存者有：
- 歌登町营軌道 ：釧路製作所製造的8噸内燃機車（保存於枝幸町歌登健康回復村）
- 鶴居村營軌道：泰和製6噸內燃機車、泰和製8噸液力變矩器動力客車（保存於鶴居村家鄉情報館前）、運輸工業製6噸内燃機車（保存於遠輕町丸瀨布森林公園。軌道停駛后，移交给釧路市的民間企業使用，報廢後由札幌交通機械修復為可行狀態以動態保存。）
- 别海村營軌道：加藤製作所製造的6噸內燃機車、釧路製的8噸有變矩器的動力客車、釧路製的牛奶敞車（保存在别海町舊奥行臼站站址附近）
- 滨中町營軌道： 釧路製作所製造的8噸内燃機車（保存於滨中町茶内故鄉廣場）

## 主要殖民地轨道/简单轨道

### 北海道道北地區
- 歌登町營軌道（1956年引進內燃動力客車， 1970年停駛）
  - 歌登線（枝幸線）、幌别線、本幌别線
- 幌延町營軌道（ 1971年廢止，未引進自走客車）
  - 間寒别線
- 美深町營軌道（ 1962年廢止，未引進自走客車）
  - 仁宇布線

### 北海道道東地區
- 标茶町營轨道（1958年引進自走客車，1971年廢止）
  - 標茶線、沼幌支線
- 鹤居村營轨道（1956年引進自走客車， 1967年廢止）
  - 雪幌線（雪裡線、幌呂線）
- 濱中町營軌道（1960年引進自走客車， 1972年廢止）
  - 茶内線、若松線、円朱別線
- 东藻琴村營軌道（1960年引進自走客車， 1965年廢止）
  - 藻琴線、東洋沢支線
- 别海村營軌道（1963年引進自走客車，1971年廢止）
  - 風蓮線

### 北海道道央地區
- 當别町營軌道
  - 當别線（ 1958年廢止，未引進自走客車）

### 簡易軌道（殖民軌道）列表
| 路線             | 所在地                            | 動工年    | 完工年    | 長度（公里） | 1954年時（公里） | 備註                                                     |
| ---------------- | --------------------------------- | --------- | --------- | ------------ | ---------------- | -------------------------------------------------------- |
| 真狩             | 國鐵狩太站前                      | 1936      | 1936      | 12.9         | 0                | 1937年使用汽油內燃機車 1952年廢線                        |
| 真狩             | 虻田郡真狩村市街                  | 1936      | 1936      | 12.9         | 0                | 1937年使用汽油內燃機車 1952年廢線                        |
| 当別             | 國鐵石狩当別站裏                  | 1947      | 1952      | 31.3         | 31.3             | 當別町營軌道                                             |
| 当別             | 石狩郡当別町青山                  | 1947      | 1952      | 31.3         | 31.3             | 當別町營軌道                                             |
| 貫気別           | 沙流郡平取村ボヒポエケナシ        | 1934      | 1934      | 13.3         | 0                | 1940年廢線                                               |
| 貫気別           | 沙流郡平取村貫気別                | 1934      | 1934      | 13.3         | 0                | 1940年廢線                                               |
| 勇知             | 國鐵勇知站裏                      | 1944      | 1944      | 9.8          | 9.8              | 1957年廢線                                               |
| 勇知             | 稚内市下勇知原野                  | 1944      | 1944      | 9.8          | 9.8              | 1957年廢線                                               |
| 幌沼             | 國鐵幌延站前                      | 1929      | 1934      | 34.9         | 13.4             | 1949年21.5公里廢線 1965年廢線                            |
| 幌沼             | 國鐵沼川站裏                      | 1929      | 1934      | 34.9         | 13.4             | 1949年21.5公里廢線 1965年廢線                            |
| 問寒別           | 國鐵問寒別站前                    | 1929      | 1930      | 13.8         | 13.8             | 幌延村營軌道                                             |
| 問寒別           | 天塩郡幌延村字上問寒別            | 1929      | 1930      | 13.8         | 13.8             | 幌延村營軌道                                             |
| 枝幸             | 國鐵小頓別站前                    | 1929      | 1930      | 35.1         | 18.3             | 1951年16.8公里廢線 歌登町營軌道                          |
| 枝幸             | 枝幸郡枝幸村字枝幸港              | 1929      | 1930      | 35.1         | 18.3             | 1951年16.8公里廢線 歌登町營軌道                          |
| 幌別             | 枝幸郡歌登村字幌別六線            | 1933      | 1933      | 12.6         | 12.6             | 歌登町營軌道                                             |
| 幌別             | 枝幸郡歌登村字志美宇丹            | 1933      | 1933      | 12.6         | 12.6             | 歌登町營軌道                                             |
| 本幌別           | 枝幸郡歌登村幌別原野              | 1936      | 1936      | 10           | 10               | 1955年廢線 歌登町營軌道                                  |
| 本幌別           | 枝幸郡歌登村幌別原野二六線        | 1936      | 1936      | 10           | 10               | 1955年廢線 歌登町營軌道                                  |
| 仁宇布           | 國鐵美深站裏                      | 1935      | 1935      | 21.3         | (21.3)           | 1954年租借與道有林 美深町營軌道                          |
| 仁宇布           | 中川郡美深町ニウプ原野            | 1935      | 1935      | 21.3         | (21.3)           | 1954年租借與道有林 美深町營軌道                          |
| 殖民軌道（居辺） | 國鐵高島站前                      | 1935      | 1935      | 18.8         | 0                | 1949年廢線                                               |
| 殖民軌道（居辺） | 河東郡士幌村下居辺                | 1935      | 1935      | 18.8         | 0                | 1949年廢線                                               |
| 仁々志別         | 雄別炭礦鉄道穏禰平站前            | 1937      | 1937      | 12.2         | 12.2             | 1964年廢線                                               |
| 仁々志別         | 阿寒郡阿寒村仁々志別              | 1937      | 1937      | 12.2         | 12.2             | 1964年廢線                                               |
| 雪裡             | 釧路市國鐵新富士站前              | 1929      | 1929      | 28.7         | 28.7             | 鶴居村營軌道                                             |
| 雪裡             | 阿寒郡鶴居村中雪裡                | 1929      | 1929      | 28.7         | 28.7             | 鶴居村營軌道                                             |
| 幌呂             | 阿寒郡鶴居村下幌呂                | 1929      | 1944      | 19.3         | 19.3             | 鶴居村營軌道                                             |
| 幌呂             | 阿寒郡鶴居村上幌呂                | 1929      | 1944      | 19.3         | 19.3             | 鶴居村營軌道                                             |
| 茶内円朱別       | 國鐵茶内站前                      | 1929      | 1943      | 28.1         | 28.1             | 浜中町營軌道                                             |
| 茶内円朱別       | 厚岸郡浜中村奥茶内/同郡同村円朱別 | 1929      | 1943      | 28.1         | 28.1             | 浜中町營軌道                                             |
| 風蓮             | 國鐵厚床站前                      | 1933      | 1933      | 15.1         | 15.1             | 1963年路線變更，由 國鐵厚床站至國鐵奥行臼站 別海村營軌道 |
| 風蓮             | 野付郡別海村風蓮                  | 1933      | 1933      | 15.1         | 15.1             | 1963年路線變更，由 國鐵厚床站至國鐵奥行臼站 別海村營軌道 |
| 根室（2次）      | 國鐵上武佐站前                    | 1937      | 1937      | 8.6          | 0                | 1954年廢線                                               |
| 根室（2次）      | 標津郡標津村開陽                  | 1937      | 1937      | 8.6          | 0                | 1954年廢線                                               |
| 忠類             | 國鐵川北站前                      | 1935      | 1935      | 8.9          | 0                | 1957年廢線                                               |
| 忠類             | 標津郡標津村古多糠                | 1935      | 1935      | 8.9          | 0                | 1957年廢線                                               |
| 西別             | 國鐵西別站前                      | 1929      | 1939      | 35.7         | 19.9             | 1952年15.8公里廢線 1956年廢線                            |
| 西別             | 野付郡別海村上春別原野            | 1929      | 1939      | 35.7         | 19.9             | 1952年15.8公里廢線 1956年廢線                            |
| 矢臼別           | 國鐵西別站前                      | 1934      | 1934      | 5.8          | 0                | 1936年廢線                                               |
| 矢臼別           | 野付郡別海村矢臼別川              | 1934      | 1934      | 5.8          | 0                | 1936年廢線                                               |
| 中春別           | 國鐵春別站前                      | 1936      | 1936      | 17.4         | 0                | 1949年廢線                                               |
| 中春別           | 野付郡別海村上春別原野            | 1936      | 1936      | 17.4         | 0                | 1949年廢線                                               |
| 標茶             | 國鐵標茶站裏                      | 1930      | 1932      | 38.9         | 0                | 1936年廢線 （因國鐵標津線標茶－計根別區間開通枝故）      |
| 標茶             | 標津郡標津村計根別                | 1930      | 1932      | 38.9         | 0                | 1936年廢線 （因國鐵標津線標茶－計根別區間開通枝故）      |
| 養老牛           | 國鐵計根別站前                    | 1938      | 1938      | 11           | 11               | 1959年停止補助 1961年廢線                                |
| 養老牛           | 標津郡標津村養老牛                | 1938      | 1938      | 11           | 11               | 1959年停止補助 1961年廢線                                |
| 虹別             | 國鐵西春別站裏                    | 1939      | 1939      | 12.2         | 0                | 1952年廢線                                               |
| 虹別             | 川上郡標茶町北虹別                | 1939      | 1939      | 12.2         | 0                | 1952年廢線                                               |
| 知安別           | 川上郡標茶町市街                  | 1938      | 1938      | 7            | 0                | 1938年廢線 未成?                                         |
| 知安別           | 厚岸郡太田村知安別原野            | 1938      | 1938      | 7            | 0                | 1938年廢線 未成?                                         |
| 久著呂           | 國鐵塘路站裏                      | 1930      | 1934      | 27.2         | 27.2             | 1963年停止補助 1965年廢線                                |
| 久著呂           | 川上郡標茶町久著呂原野            | 1930      | 1934      | 27.2         | 27.2             | 1963年停止補助 1965年廢線                                |
| 阿歴内           | 國鐵塘路站前                      | 1938      | 1939      | 12.2         | 12.2             | 1960年停止補助 1961年廢線                                |
| 阿歴内           | 川上郡標茶町塘路北六線            | 1938      | 1939      | 12.2         | 12.2             | 1960年停止補助 1961年廢線                                |
| 弟子屈           | 國鐵弟子屈站裏                    | 1933      | 1933      | 22           | 0                | 1949年廢線                                               |
| 弟子屈           | 川上郡標茶町虹別                  | 1933      | 1933      | 22           | 0                | 1949年廢線                                               |
| 斜里             | 國鐵斜里站前                      | 1932      | 1932      | 17.9         | 0                | 1952年廢線                                               |
| 斜里             | 斜里郡斜里村飽寒別                | 1932      | 1932      | 17.9         | 0                | 1952年廢線                                               |
| 藻琴             | 國鐵藻琴站前                      | 1935 1949 | 1938 1949 | 25.4 7.4     | 25.4 7.4         | 東藻琴村營軌道                                           |
| 藻琴             | 網走郡東藻琴村山園                | 1935 1949 | 1938 1949 | 25.4 7.4     | 25.4 7.4         | 東藻琴村營軌道                                           |
| 雄武             | 國鐵雄武站前                      | 1950      | -         | 24.2         | -                | 施工中 未成？                                            |
| 雄武             | 紋別郡雄武町上幌内                | 1950      | -         | 24.2         | -                | 施工中 未成？                                            |
| 標茶             | 川上郡標茶町市街                  | 1951      | -         | 25.9         | -                | 施工中 標茶町營軌道                                      |
| 標茶             | 川上郡標茶町上オソツベツ          | 1951      | -         | 25.9         | -                | 施工中 標茶町營軌道                                      |

- 本表依據1954年的情形，大半路線是馬車路線，有些正在進行路線改良工程與動力更新計畫，並將營運委託給當地地方政府（市、町、村）。

### 注解
1. ↑  使用開始（1938年6月22日告示第813号）廢線（1942年2月26日告示第252号）軌道は完成したもの運行組合が結成されず、使用成績は北海道庁に報告がなかった。地元住民が牛乳缶を台車に乗せて手押しで運搬していたという[2]
2. ↑  1938年虹別線建設のため軌条と電話線の一部を転用していることから既に廢線されたとみられる。1949年2月23日付使用廢線告示[4]
3. ↑  1950年に補助金が打ち切られ1951年限りで運行停止。1952年2月解散総会[5]